# Bernard Moitessier
Bernard Moitessier (10 kwietnia 1925 – 16 czerwca 1994) – słynny francuski żeglarz jachtowy. W roku 1968 wziął udział w zawodach Golden Globe Race gazety „Sunday Times”, na pierwszy samotny rejs dookoła świata, bez zawijania do portów. Mimo realnych szans na zwycięstwo, po siedmiu miesiącach rejsu zrezygnował z wygranej, kontynuując na południowym Atlantyku żeglugę na wschód, w kierunku Tahiti, zamiast na północ w kierunku Anglii (powrót do miejsca startu był jednym z warunków ukończenia zawodów, które ostatecznie wygrał Robin Knox-Johnston). Chociaż nie wygrał zawodów i nie domknął koła w porcie początkowym, Moitessier wykonał nawet więcej niż okrążenie świata, pokonując dodatkowy dystans od południowej Afryki aż do Tahiti. Stąd czasem uważany jest za drugiego człowieka, który samotnie opłynął Ziemię bez zawijania do portu.